# Trieres (geslacht)
Trieres is een geslacht van kevers uit de familie  
kniptorren (Elateridae).
Het geslacht is voor het eerst wetenschappelijk beschreven in 1900 door Candèze.

## Soorten
Het geslacht omvat de volgende soort:
- Trieres ramitarsus Candèze, 1900